# Овчухи
Овчухи — село в Суздальском районе Владимирской области России, входит в состав Павловского сельского поселения.

## География
Село расположено на правом берегу реки Рпень (приток Клязьмы) в 12 км на юго-запад от центра поселения села Павловское и в 15 км на север от Владимира.

## История
Село Овчухи принадлежит к древнейшим поселениям Владимирского края; оно упоминается в грамоте великого князя Василия Иоанновича от 1515 года в числе сел, пожалованных причту Владимирского Дмитриевского собора. Впоследствии это село пожаловано Большому Успенскому, что в Москве, собору, во владении коего и находилось до упразднения монастырских и церковных вотчин. Название Овчухов в первой грамоте селом дает основание думать, что уже и в это время здесь была церковь. В первой половине XVII столетия церкви почему-то здесь не было, и земля церковная числилась в числе «пустых». Причиной тому могло быть литовское разорение, во время коего исчезли не только церкви, но и целые селения. Построена была церковь во имя Рождества Пресвятой Богородицы в 1650 году; судьба этой, конечно, деревянной церкви неизвестна. В селе существует каменная церковь, трапеза ее выстроена в 1848 году, главная же церковь устроена в 1861 году. Каменная колокольня устроена на средства прихожан в 1873 году. Престолов в церкви три: в настоящей – в честь Рождества Пресвятой Богородицы, в трапезе с правой стороны – в честь московских святителей Петра, Алексия и Ионы, с левой – в честь Архистратига Михаила. В 1893 году приход состоял из одного села Овчухов, в коем по клировым ведомостям числится 424 души мужского пола и 441 женского. С 1885 году в селе открыта церковно-приходская школа в доме священника.
В конце XIX — начале XX века село входило в состав Оликовской волости Суздальского уезда.
С 1929 года село входило в состав Брутовского сельсовета Владимирского района, с 1965 года — в составе Садового сельсовета Суздальского района.

## Население
| 1859 | 1897 | 1926 |
| ---- | ---- | ---- |
| 688  | 913  | 925  |

| 1859 | 1897 | 1905 | 1926 | 2002 | 2010 | 2021 |
| ---- | ---- | ---- | ---- | ---- | ---- | ---- |
| 688  | ↗913 | ↘743 | ↗925 | ↘169 | ↘153 | ↘135 |

## Достопримечательности
В селе находится недействующая Церковь Рождества Пресвятой Богородицы (1848-1873).